# Джим Форрест (1944)
Джим Форрест (англ. Jim Forrest; 22 вересня 1944, Глазго — 27 вересня 2023) — шотландський футболіст, що грав на позиції нападника, зокрема, за клуби «Рейнджерс» та «Абердин», а також національну збірну Шотландії.
Дворазовий чемпіон Шотландії. П'ятиразовий володар Кубка Шотландії. Триразовий володар Кубка шотландської ліги.

## Клубна кар'єра
У дорослому футболі дебютував 1962 року виступами за команду клубу «Рейнджерс», в якій провів п'ять сезонів, взявши участь у 105 матчах чемпіонату. Більшість часу, проведеного у складі «Рейнджерс», був основним гравцем атакувальної ланки команди. У складі «Рейнджерс» був одним з головних бомбардирів команди, маючи середню результативність на рівні 0,79 голу за гру першості. За цей час двічі виборював титул чемпіона Шотландії, а в сезоні 1964/65 з 30 голами став найкращим бомбардиром шотландської першості.
Протягом 1967—1968 років грав в Англії, захищав кольори «Престон Норт-Енд».
Не продемонструвавши в Англії особливої результативності, 1968 року повернувся до Шотландії, де став гравцем «Абердина». Відіграв за команду з Абердина наступні п'ять сезонів своєї ігрової кар'єри. Граючи у складі «Абердина» також здебільшого виходив на поле в основному складі команди. В новому клубі знову був серед найкращих голеодорів, відзначаючись забитим голом в середньому щонайменше у кожній третій грі чемпіонату.
Згодом грав у заокеанських командах, змінивши три континенти, — захищав кольори південноафриканського «Кейптаун Сіті», «Гонконг Рейнджерс» та американського «Сан-Антоніо Тандер», в якому 1976 року і завершив професійну ігрову кар'єру.

## Виступи за збірну
1965 року дебютував в офіційних матчах у складі національної збірної Шотландії. Згодом лише епізодично залучався до її лав. Загалом протягом кар'єри у національній команді, яка тривала 7 років, провів у її формі 5 матчів.

## Титули і досягнення
- Чемпіон Шотландії (2):

«Рейнджерс»: 1961–1962, 1962–1963
- Володар Кубка Шотландії (5):

«Рейнджерс»: 1961—1962, 1962—1963, 1963—1964, 1966—1967
«Абердин»: 1969—1970
- Володар Кубка шотландської ліги (3):

«Рейнджерс»: 1961—1962, 1963—1964, 1964—1965
- Найкращий бомбардир чемпіонату Шотландії (1): 1964–1965 (30 голів)